# Mountain View (hrabstwo Contra Costa)
Mountain View – jednostka osadnicza w Stanach Zjednoczonych, w stanie Kalifornia, w hrabstwie Contra Costa.